# Joseph Lenzi
Joseph Lenzi all'anagrafe Joseph Pepi Lenzi, noto anche con lo pseudonimo di Pepi (16 giugno 1923 – Los Angeles, 15 febbraio 1978), è stato un attore statunitense.

## Biografia
Ha lavorato come attore nel cinema e serie televisive dal 1952 al 1978. come assistente regista dal 1957 al 1978, è stato anche un direttore di produzione.

## Filmografia

### Attore

#### Cinema
- Le nevi del Chilimangiaro, regia di Henry King (1952)
- Rose Marie, regia di Mervyn LeRoy (1954)
- Donne sole, regia di Vittorio Sala (1956)
- Convoy - Trincea d'asfalto (Convoy), regia di Sam Peckinpah (1978)

#### Televisione
- Honeymoon with a Stranger, regia di John Peyser (1969)

#### Serie TV
- My Little Margie – serie TV, episodi 2x24 (1953)
- Captain Gallant of the Foreign Legion – serie TV, episodi 2x11 (1956)

### Assistente regista

#### Cinema
- Timbuctù (Legend of the Lost), regia di Henry Hathaway (1957)
- Il barbaro e la geisha (The Barbarian and the Geisha), regia di John Huston (1958)
- In amore e in guerra (In Love and War), regia di Philip Dunne (1958)
- Mentre Adamo dorme (The Pleasure Seekers), regia di Jean Negulesco (1964)
- Nevada Smith, regia di Henry Hathaway (1966)
- The Hardy Boys: The Mystery of the Chinese Junk, regia di Larry Peerce (1967)
- Due occhi di ghiaccio (Blue), regia di Silvio Narizzano (1968)
- Fuga dal pianeta delle scimmie (Escape from the Planet of the Apes), regia di Don Taylor (1971)
- Quando le leggende muoiono (When the Legends Die), regia di Stuart Millar (1972)
- Los Angeles squadra criminale (Hangup), regia di Henry Hathaway (1974)
- The Savage Is Loose, regia di George C. Scott (1974)
- Torna El Grinta (Rooster Cogburn), regia di Stuart Millar (1975)
- Rolling Thunder, regia di John Flynn (1977)
- Convoy - Trincea d'asfalto (Convoy), regia di Sam Peckinpah (1978)

#### Televisione
- Alla conquista del West (The Macahans), regia di Bernard McEveety (1976)

#### Serie TV
- The Many Loves of Dobie Gillis – serie TV, 26 episodi (1960-1961)
- Bus Stop – serie TV, 4 episodi (1961-1962)
- Lost in Space – serie TV, episodi 1x21-1x23-1x25 (1966)

### Direttore di produzione

#### Cinema
- Il grande scout (The Great Scout & Cathouse Thursday), regia di Don Taylor (1976)
- Guerre stellari (Star Wars), regia di George Lucas (1977)
- La maledizione di Damien (Damien: Omen II), regia di Don Taylor (1978) anche produttore